# Britta Steffen
Britta Steffen (Schwedt/Oder (Brandenburg), 16 november 1983) is een Duitse zwemster, gespecialiseerd op de vrije slag.
Tijdens het EK 2006 beleefde ze haar doorbraak als topzwemster. De 100 meter vrije slag won ze in een wereldrecordtijd van 53,30 s, waarmee ze het record overnam van Libby Lenton. Ook was ze lid van de Duitse estafetteploegen die wereldrecords zwommen op de 4x100 meter vrije slag en de 4x200 meter vrije slag. Een vierde gouden medaille won ze op de 50 meter vrije slag.
Op het WK 2007 won Steffen een bronzen medaille op de 100 meter vrije slag en was ze lid van het zilveren estafetteteam op de 4x200 meter vrije slag. Op 31 juli 2009 scherpte Steffen haar persoonlijk record op de 100 meter vrije slag aan tot 52,07 s, waarmee ze houdster van het wereldrecord is.

## Internationale toernooien
| Jaar | Olympische Spelen                                                               | WK langebaan                                                                                           | WK kortebaan                                               | EK langebaan                                                                                 | EK kortebaan                                                              |
| ---- | ------------------------------------------------------------------------------- | --- | ---------------------------------------------------------- | -------------------------------------------------------------------------------------------- | ------------------------------------------------------------------------- |
| 1999 |                                                                                 | | geen deelname                                              | geen deelname                                                                                | HF 100m vrije slag                                                        |
| 2000 | 4e 4x100m vrije slag · 4x200m vrije slag                                        | | 10e 100m vrije slag 13e 200m vrije slag                    | geen deelname                                                                                | 12e 50m vrije slag · 4e 100m vrije slag · 4x50m vrije slag                |
| 2001 |                                                                                 | geen deelname                                                                                          |                                                            |                                                                                              | geen deelname                                                             |
| 2002 |                                                                                 | | geen deelname                                              | 15e 50m vrije slag · 4x100m vrije slag · Steffen zwom enkel de series                        | geen deelname                                                             |
| 2003 |                                                                                 | geen deelname                                                                                          |                                                            |                                                                                              | 12e 100m vrije slag · 4e 200m vrije slag · 4x50m vrije slag               |
| 2004 | 4e 4x100m vrije slag                                                            | | geen deelname                                              | geen deelname                                                                                | geen deelname                                                             |
| 2005 |                                                                                 | geen deelname                                                                                          |                                                            |                                                                                              | geen deelname                                                             |
| 2006 |                                                                                 | | geen deelname                                              | 50m vrije slag · 100m vrije slag · 4x100m vrije slag · 4x200m vrije slag · 4x100m wisselslag | geen deelname                                                             |
| 2007 |                                                                                 | 4e 50m vrije slag · 100m vrije slag · 4e 4x100 m vrije slag · 4x200m vrije slag · 7e 4x100m wisselslag |                                                            |                                                                                              | 50m vrije slag · 100m vrije slag · 4x50m vrije slag · 4x50m wisselslag    |
| 2008 | 50m vrije slag · 100m vrije slag · 5e 4x100m vrije slag · 9e 4x100m wisselslag  | | geen deelname                                              | geen deelname                                                                                | geen deelname                                                             |
| 2009 |                                                                                 | 50m vrije slag · 100m vrije slag · 4x100m vrije slag · 4x100m wisselslag                               |                                                            |                                                                                              | geen deelname                                                             |
| 2010 |                                                                                 | | geen deelname                                              | geen deelname                                                                                | 50m vrije slag · 100m vrije slag · 4x50m vrije slag · 4x50m wisselslag    |
| 2011 |                                                                                 | serie 100m vrije slag · 4x100m vrije slag                                                              |                                                            |                                                                                              | 50m vrije slag · 100m vrije slag · 4x50m vrije slag · DQ 4x50m wisselslag |
| 2012 | 4e 50m vrije slag 12e 100m vrije slag 9e 4x100m vrije slag 9e 4x100m wisselslag | | 4e 50m vrije slag · 100m vrije slag · 8e 4x100m wisselslag | 50m vrije slag · 100m vrije slag · 4x100m vrije slag · 4x100m wisselslag                     | geen deelname                                                             |

## Persoonlijke records
Bijgewerkt tot en met 2 augustus 2009
Kortebaan
| Afstand         | Tijd    | Datum            | Plaats     |
| --------------- | ------- | ---------------- | ---------- |
| 50m vrije slag  | 23,80   | 16 december 2007 | Debrecen   |
| 100m vrije slag | 51,76   | 21 november 2009 | Hannover   |
| 200m vrije slag | 1.54,66 | 28 december 2012 | Saint-Paul |

Langebaan
| Afstand         | Tijd    | Datum           | Plaats |
| --------------- | ------- | --------------- | ------ |
| 50m vrije slag  | 23,73   | 2 augustus 2009 | Rome   |
| 100m vrije slag | 52,07   | 31 juli 2009    | Rome   |
| 200m vrije slag | 1.58,85 | 31 mei 2008     | Halle  |